# ویلمز فوندز
ویلمز فوند ( بلژیکی: Willemsfonds) که به نام جان فرانتس ویلیمز نامگذاری شده است، یک سازمان فرهنگی غیرانتفاعی است که در قرن نوزدهم برای ترویج فرهنگ و زبان فلاندری در بلژیک تأسیس شد. به منظور دستیابی به این هدف، سازمان ترانه های محلی فلاندری را حمایت کرد، بازی های زبانی را سازمان داد و کتاب های ارزان قیمت فلاندری را منتشر کرد. علاوه بر این، این سازمان کتابخانه های عمومی ایجاد کرد.
امروزه، ویلمز فوند هنوز یک سازمان داوطلبانه و محل اجتماع برای فعالیت های فرهنگی است. به دنبال ترویج گفت‌وگو بین مردم است تا به آنها اجازه دهد نظر خود را شکل دهند. ویلمزفوند الهام گرفته از لیبرالیسم است که آن را از فرمایلنفوندهای سوسیالیست و دیویدزفوندهای کاتولیک متمایز می کند.

## تاریخ
ویلمز فوند در ۲۳  فوریه ۱۸۵۱ برای ترویج و حمایت از زبان هلندی در فلاندر (شمال بلژیک ) تأسیس شد. این سازمان توسط ۳۱ نفر از خنت و ۷ نفر از بروکسل تاسیس شد و از سال ۱۸۶۸ ، مقر آن در لاکنمترشوس در Vrijdagmarkt در خنت است.
در روزهای اولیه تشکیل، هم کاتولیک‌های رومی و هم لیبرال‌ها با هم در سازمان کار می‌کردند، حتی ژان باپتیست دیوید یکی از اعضای ویلمزفوند بود. هنگامی که در سال ۱۸۷۰، کلیسای کاتولیک روم با وضعیت غیر فرقه ای آموزش عمومی مخالفت کرد، ویلمزفوندها در کنار لیبرال ها قرار گرفتند و کاتولیک های رومی، مانند ژان باپتیست دیوید، سازمان را ترک کردند و دیویدزفوندها را در سال ۱۸۷۵ تأسیس کردند.
تا سال ۱۹۷۶، رؤسای ویلمزفوند از خنت می آمدند، مانند اولین رئیس آن، ژول دو سنت جنوا (۱۸۶۷-۱۸۱۳)، فردیناند اسنلارت ، پرودنس ون دویس، فرانس رنس ، یاکوب یان هرمانس، و ژولیوس ویلستکه.
در طول سال‌ها، آثار چندین نویسنده فلاندری مانند ژان فرانس ویلمز ، راینارت د ووس و جولیوس دی گایتر ، یوهانا کورتمانز-برچمنز ، تونی برگمان ، سیریل بویسه ، ویرجین لاولینگ ، موریتس سابه، پل کنیس‌هیرل ، کارل ، مارسل ون مایل ، ویلم روگمن ، و کلم شوونارس را منتشر کرد.

## همچنین ببینید
- دیویدزفوندز
- ادبیات فلاندری
- لیبرال فلامس فربوند
- آرشیو لیبرال
- Masereelfonds
- رودنباخفوندز